# 束の間の命 (バルデス・レアルの絵画)

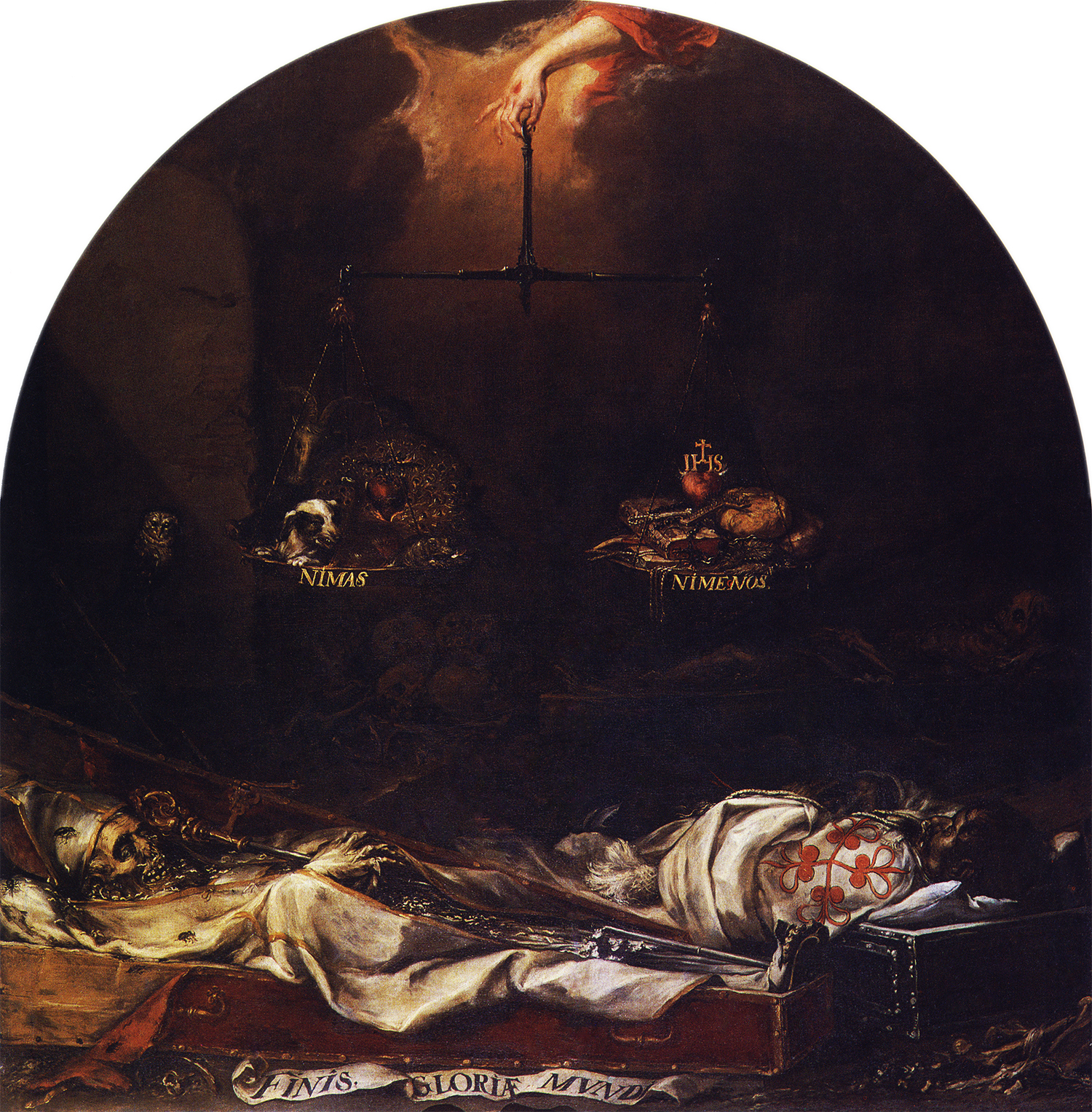
バルデス・レアル『世の栄光の終わり』1672年、270x216センチ、カリダー施療院

『束の間の命』（つかのまのいのち、西: In ictu oculi, 英: In Ictu Oculi）は、スペインのバロック絵画の画家フアン・デ・バルデス・レアルが1670-1672年にキャンバス上に油彩で描いた絵画である。カリダー信徒会によりセビーリャのカリダー施療院のために委嘱された。この施療院は年老いた者のための施設で、貧しい者たちの埋葬地でもあった。本作とその対作品『世の栄光の終わり (Finis Gloriae Mundi)』は、現在もカリダー施療院の礼拝堂に置かれている。これらの作品は、バルデス・レアルの最高傑作とみなされており、そのため、彼はおそらく不当に「死者の画家」と言及されるほどである。なお、レイノーソ (Reynoso) が1860年代から1870代に制作した、本作の精緻な複製がニューヨークのメトロポリタン美術館に所蔵されている。 

## 作品
バルデス・レアルは、両作品の注文主であるカリダー信徒会会長ミゲル・マニャーラの著作『真実に関する講義』に示された世界観を絵画化しており、それぞれの絵画は鑑賞者に俗世の儚さと死の普遍性を想起させるべく意図されている。ヨーロッパでは中世以来、「死の勝利」という主題が描き継がれてきたが、バルデス・レアルの両作品も死の寓意で、メメント・モリ (死の警句) を表す。バルデス・レアルはこれらの作品を「死後のヒエログリフ」と説明した。その意味するところは死後の救済こそが至高のもので、今ここにある地位よりも勝るということである。死後の救済は慈善活動により得られるとされ、両作品を委嘱した施療院の使命はこの慈善活動であった。
『束の間の命』には、かつて権勢と影響力を持っていたが、今や死んでいる無名の人物の遺物の中で骸骨が勝ち誇った姿で描かれている。彼は死の擬人像で、腕の下に棺を抱え、手に大鎌を持っている。彼は多くの17世紀の富、権力、栄光を象徴する事物―巻物、手紙、地球儀、宝石、ティアラ (王冠)、ベルベットの紫色と白色の、王と聖職者の衣装、甲冑―の前に立ち、足を地球儀に載せているが、これは死の力があらゆるものに勝るということを示している。骸骨は、「束の間」に存在し、終わってしまう生の儚さの象徴であるロウソクの火を消す。ロウソクの上の文はラテン語の標語を表している。
また、『世の栄光の終わり (Finis Gloriae Mundi)』には司教と騎士の腐敗する遺体が描かれており、どちらも棺に横たわり、金と地位を表す装飾品に囲まれている。『真実に関する講義』の中で、マニャーラは聖フランシスコ・ボルハが腐乱して蛆虫の巣となった皇妃の遺体を発見する場面について語っているが、『世の栄光の終わり』に描かれたおぞましい光景も、この記述と無関係ではないであろう。司教の遺体は教会を、頭蓋骨は人々を、そして騎士の遺物は貴族階級を表す。画面上部では、イエス・キリストの手が2つの皿の載った秤を持っており、七つの慈悲の行いと七つの大罪が表されている。人生における行いによって、秤はどちらの方にも傾く。画面中部左側にはフクロウがいるが、ギリシア神話によればフクロウはその歌で魂を永遠性に導く。